# Regla (Cuba)
Regla es un municipio de la Provincia de La Habana, Cuba, cuenta con dos asentamientos urbanos compactos, formados por las comunidades de Regla y Casablanca, ambas perimetralmente muy definidas, unidas por la Ensenada de Marimelena donde se encuentran ubicadas las instalaciones de la Refinería Ñico López. Es el segundo municipio con mayor peso económico en la provincia Ciudad de La Habana, en Cuba.

## Contexto geográfico
Está compuesta por dos regiones bien definidas enlazadas por tierra y por mar: Casablanca y Regla. Con una extensión territorial total de 9,2 km², colinda al norte con Habana del Este, al sur con San Miguel del Padrón, al este con Guanabacoa y al oeste con Habana Vieja. Desde el punto de vista político administrativo, está dividida en tres Consejos Populares, Guaicanamar, Loma - Modelo y Casa Blanca. 
Al constar de 9,2 km² siendo así el municipio más pequeño del país y con una población de alrededor de cuarenta y tres mil habitantes, el área urbanizada es del 41 %, el resto del territorio es ocupado por instalaciones portuarias, industriales, militares y áreas verdes. Regla ocupa uno de los tres primeros lugares entre los municipios con mayor peso económico en la capital, dentro de ella están comprometidas más del 50 % de las actividades del puerto. En Regla se hallan la Terminal “Haiphong”, los Astilleros de Casablanca, los Molinos “Turcios Lima” y “José Antonio Echeverría”, la Terminal de Contenedores de la Habana(TCH) entre otras empresas.

### Límites geográficos
- Norte: Municipio de Habana del Este.
- Sur: Municipio de San Miguel del Padrón.
- Este: Municipios de Guanabacoa y La Habana del Este.
- Oeste: Municipio de La Habana Vieja y bahía de la Habana.

### Geografía física
Ambos núcleos urbanos (Regla y Casablanca) se encuentran rodeados por colinas que descienden hacia las aguas de la Bahía de La Habana. Esto ha condicionado que los centros históricos de ambos pueblos se ubiquen en la zona llana costera y las nuevas urbanizaciones se asienten sobre las faldas de las colinas.
El sustrato de Regla es un afloramiento del Cinturón Serpentinítico Occidental, de forma que en muchos lugares del municipio se observe al descubierto la piedra serpentina o serpentinita, un mineral verde-azul que ha sido utilizado como adorno en las fachadas de las casas del pueblo.
La hidrografía del municipio tiene como principal corriente de agua al Arroyo Tadeo, que hoy corre subterráneo en la mayor parte de su cauce bajo las calles. En caso de lluvias fuertes este arroyo llega a desbordarse e inundar regiones bajas como la adyacente al Parque del Trabajo.
En la antigüedad, Regla estaba cubierta de una vegetación de coabal, de la cual quedan relictos en algunas colinas, como la Colina Lenin. Hoy el coabal ha desaparecido y ha sido reemplazado por plantas xerofíticas. Es conveniente destacar que el olivo sembrado en la Colina Lenin no es, en realidad, un olivo mediterráaneo, sino el llamado Olivo de Coabal, muy semejante al primero, pero endémico de estos ecosistemas.

## División político- administrativa interna

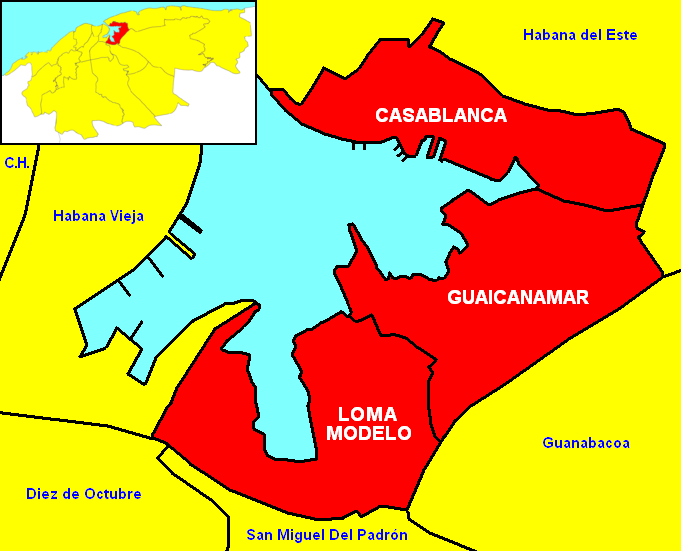
Mapa de los consejos populares de Regla

Regla se compone de tres Consejos Populares:
- Casablanca
- Guaicanamar o Regla
- Loma-Modelo

## Demografía
- Tiene una población total de 44 501 habitantes.
- Densidad de población de 4837,1 hab/km²

## Símbolos municipales
Monumento Memorial Lenin en la Colina Lenin. El 24 de enero de 1924, por su propia iniciativa, el entonces alcalde (socialista) municipal Antonio Bosch y Martínez, dictó un decreto alcaldicio para sembrar un olivo en recuerdo al “Gran ciudadano del Mundo” Vladimir Ilich Lenin en una colina, siendo este el primer monumento a Lenin fuera de Rusia. La mencionada elevación, conocida hasta entonces como loma del Fortín, se le llamaría en lo adelante Colina Lenin. Posteriormente, ya en el período revolucionario se esculpiría el actual monumento, que constituye el símbolo municipal.
Escudo de Regla Fue ideado por Eduardo Gómez Loaces (1904 - 1975), periodista e historiador municipal y dibujado por el artista reglano Armando Arocha Vento. Ratificado como Escudo Municipal el 20 de agosto de 1945 en la forma tradicional de la heráldica española, en él aparece la llave que desde 1708 se encuentra a los pies de la imagen de la Virgen de Regla como Patrona de la Bahía de la Habana. La imagen del periódico "La Voz del Pueblo Cubano", como símbolo de la rebeldía de los reglanos. La lámpara, los libros y la pluma significan el aporte de los hijos del territorio a la cultura nacional. El pueblo de Regla, eminentemente industrial, está representado en el Monumento al Trabajo, el timón y el ancla, la rueda dentada y el ferrocarril. Todo esto bajo la cinta con las palabras “Labor, Unión, Honor”, que explican la idiosincrasia del reglano por cuanto “el honor está basado en la labor y unión de todos sus habitantes”.

## Historia
La historia de Casablanca y Regla se remonta a los siglos XVI y XVII respectivamente, lo que demuestra en ambos casos la existencia de una personalidad propia, avalada por un largo de cursar en el tiempo, que inevitablemente motiva una interpretación plural a la hora de realizar cualquier análisis desde una óptica municipal. Casa Blanca, tienen un origen indefinido. Su pueblo comenzó a fomentarse desde el año 1589, cuando en esa parte del litoral de la bahía, se construyó por la Real Hacienda, un depósito para guardar los objetos que no cabían en los almacenes de La Habana. Según se cuenta, el edificio siempre estuvo pintado de blanco y a fuerza del uso y la costumbre, aquella "casa blanca" fue bautizando esa región. Los que viajaban por mar hacia allí le decían al botero que lo llevaran a Casa Blanca, lo que ha llegado hasta hoy con su nombre y sus más de 4 siglos. 
Regla, cuyo nombre autóctono fue Güaicanamar, que significaba "frente al mar", pertenecía al cacicazgo indio de Guanabacoa (lugar de las aguas). Desde el 27 de febrero de 1573 se conocía la existencia de un caserío de indios, sin embargo se toma como referencia a la hora de hablar de su surgimiento el 3 de marzo de 1687, cuando el Marqués de la Real Proclamación, Don Pedro Recio de Oquendo, dona al peregrino Manuel Antonio, natural de Perú, un pedazo de tierra para la construcción de una Ermita a la Virgen de Regla. Posteriormente, alrededor de la misma, comenzaron los asentamientos humanos, que en su constante ampliación y desarrollo en el tiempo, dieron origen a nuestro patrimonio actual. Es por ello que esa fecha se considera como punto de partida de nuestra fundación.
El origen de Regla se remonta al documento firmado por Pedro Recio de Oquendo el 3 de marzo de 1687, en el que hace donación “… de una punta de tierra (suya) en frente de un cayo que ciñe el mar hasta el embarcadero de Camaco de la banda que mira a la banda de Marimelena…” a instancias de un peregrino peruano conocido por Manuel Antonio quien se proponía erigir una ermita a Nuestra Señora de Regla. En este lugar se le rendía culto a un cuadro pintado al óleo de la virgen, hasta que en 1694 el castellano Jefe de la Fortaleza Militar de La Punta don Pedro Aranda de Avellaneda, trajera de España la imagen que hoy día se encuentra en el templo. Con el transcurso del tiempo aumentó la devoción, se fue desarrollando el culto a esa imagen, celebrándose una fiesta anual el día 8 de septiembre. El nombre original de la imagen de Nuestra Señora María era "Virgen de la Regla de San Agustín". Con el uso y los años el nombre se fue apocando hasta quedar en el que hoy en día lleva: Virgen de Regla.
Por su situación junto al puerto habanero, Regla ha crecido como un pueblo eminentemente industrial y por tanto obrero. En la colonia, prosperaron empresas como los Almacenes de Fesser y los de Santa Catalina, el ferrocarril desde la bahía hasta Matanzas y la industria naval. Ya en la república, los capitalistas norteamericanos desplazaron a los ingleses y otros inversionistas foráneos, y penetraron la economía nacional con nuevas industrias (de productos químicos, molinos, etc.) instaladas en el litoral reglano. En esferas de tanta significación social como la salud y la educación, Regla muestra una historia con hechos destacados y figuras prominentes.
Desde el siglo XIX, hubo centros de salud de indudable importancia para la ciudad, como por ejemplo, la Clínica del Dr. Carlos Belot. En cuanto a figuras en el campo de la medicina, es oportuno recordar a los médicos José A. Presno y Bastiony, José Pulido Pagés y Sergio García Marruz. Hoy se dispone de las instituciones necesarias para atender a una población de más de 42 mil habitantes: 1 policlínico de urgencia, una posta médica en Casablanca, 64 consultorios del Médico de la familia, un centro comunitario de salud mental (de referencia nacional) y un hogar materno, entre otros servicios.
Un primer hito en la educación en Regla, fue el establecimiento en 1812 de una escuela náutica que tenía como objetivo principal el de formar navegantes. En 1826 dicha escuela sería trasladada a La Habana. Hacia 1867, en Regla existían cinco escuelas municipales de varones, una escuela municipal de hembras y dos colegios privados, para una población de 15 mil habitantes.
En 2007, el municipio de Regla cuenta con 30 centros educacionales que cubren todos los niveles de enseñanza. De ellas, cuatro Escuelas Secundarias están ubicadas en Regla y una Escuela Secundaria en Casablanca. Además, existe un Tecnológico en esta última localidad.
En el campo de la Cultura, Regla destaca por ser cuna del importante cantante de boleros Roberto Faz, cuyo nombre lleva la Casa de Cultura municipal y un concurso de Boleros. Además, en Regla se constituyó la primera sociedad Abacuá de esclavos africanos y por su puerto entraron los primeros chinos culíes a Cuba, lo que denota la mezcla cultural presente en el territorio, donde la santería y las religiones sincréticas afrocubanas predominan.
La historia del movimiento independentista en Regla, integra algunos hechos fundamentales al proceso de la nación. En 1852, fue organizado un levantamiento armado en Vuelta Abajo (Pinar del Río), que se extendió a La Habana. Este movimiento estuvo apoyado por el periódico “La voz del pueblo cubano”, órgano de la independencia; precisamente dos reglanos: Juan Bellido de Luna y Eduardo Facciolo, tuvieron a su cargo la labor de publicar ese periódico clandestino.
La Guerra de los Diez Años aumentaría el anhelo independentista de muchos hombres que reconocieron en la lucha armada el modo de obtener la libertad de Cuba. Al término de la contienda, el gobierno colonial trató de mejorar el ambiente político-social por medio de una campaña pacificadora. En este contexto encontró aprobación en Regla la idea de crear una sociedad cultural y un grupo de reglanos deciden constituir un liceo artístico y literario el 10 de octubre de 1878, celebrándose la velada inaugural el 8 de febrero de 1879, la cual contó con la asistencia de muchos representantes de la llamada “sociedad habanera”, entre ellos, Luisa Pérez de Zambrana y Enrique José Varona, así como José Martí, quien había sido nombrado socio de honor del liceo el 31 de enero. Un nutrido grupo de reglanos alcanzó grados militares por su desempeño en la Guerra del 95: Federico Mendizábal, General de Brigada; Andrés Clark y Mascaró, Coronel y Miguel Coyula Llaguno, Comandante, entre otros. El 30 de diciembre de 1898 las tropas del General Rafael de Cárdenas, hicieron su entrada al pueblo y acamparon en “La Loma del Recreo”. El recibimiento tributado pareció ser la expresión local de un triunfo verdadero en toda la isla, pero en realidad la frustración de los ideales de independencia se había fraguado tras la intervención norteamericana en el final de la guerra.
La primera mitad del siglo XX se caracterizó por el desarrollo creciente del movimiento obrero en Regla. En 1921, el proletariado local obtuvo, con el beneplácito del alcalde, el Dr. Antonio Bosch, un decreto alcaldicio para celebrar el 1.º de mayo como una conmemoración universal. Este mismo alcalde dicta el 24 de enero de 1924 una resolución con la que determinó plantar un olivo en recuerdo al “Gran ciudadano del Mundo”, Vladimir Ilich Lenin, para lo cual fueron convocados todos los pobladores del término municipal. Este hecho quedó plasmado en la historia de Cuba y del orbe, como el primer monumento a Lenin fuera de Rusia.
Posteriormente, las fuerzas del Partido Comunista, de la Liga Juvenil Comunista y del movimiento obrero en Regla, continuaron las luchas por las transformaciones sociales y contra el desgobierno. El propio líder Julio Antonio Mella participó en la celebración del 1 de mayo donde se inauguró la estatua del Trabajo (obra de Antonio da Costa [1899-1970] escultor portugués) un parque reglano, hoy llamado Julio Antonio Mella o del Trabajo. La estatua representa a un hombre desnudo que sostiene una mandarria entre sus manos, símbolo del obrero. 

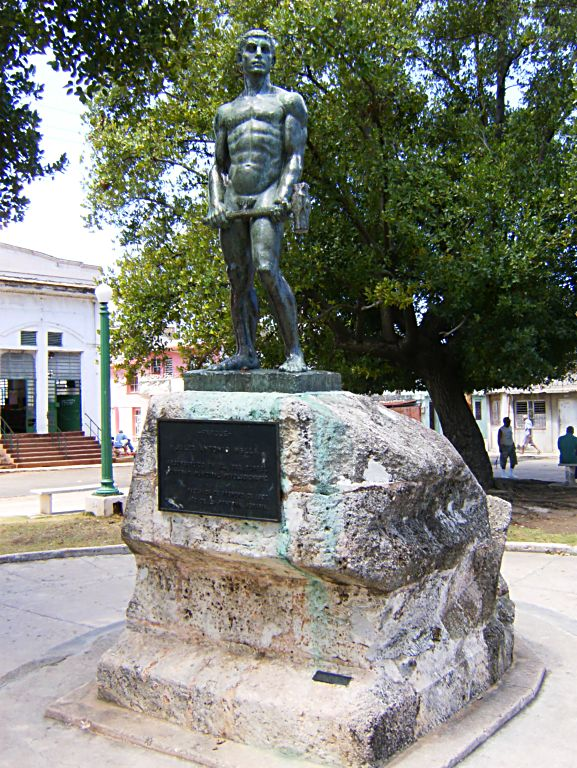
Estatua "El Trabajo" obra de António da Costa (1899-1970) escultor portugués, en el parque Julio Antonio Mella

El surgimiento del Movimiento 26 de julio, cambió radicalmente el método de la lucha revolucionaria. Gerardo Granda Mijares, muerto el 2 de noviembre de 1957 en el asalto a la Junta Electoral, fue el primer mártir reglano de la Revolución. En esta etapa, el Liceo de Regla resultó ser un importante centro de conspiración donde se reunían jóvenes con ideas revolucionarias y algunos ya integrantes del M-26-7, como era el caso de Alberto Álvarez, miembro de la Junta Directiva de esta sociedad. El 5 de septiembre de 1958, Alberto, junto a otros combatientes, ejecutó el secuestro de la Virgen de Regla, acción que tenía como objetivo principal elevar la conciencia de que el momento era de lucha contra la dictadura batistiana que estaba empeñaba en dar una imagen de tranquilidad en la capital del país. Este hecho multiplicó la acción represiva policíaca y por una delación de un miembro del M-26-7 reglano, el 12 de septiembre fueron descubiertos en el reparto Juanelo, de San Miguel del Padrón, y masacrados en el acto, los jóvenes Alberto Álvarez, Leonardo Valdés, Reinaldo Cruz y Onelio Dampiel y junto a ellos fueron apresadas y luego desaparecidas las guerrilleras Lidia Doce y Clodomira Acosta. La acción pública más destacada contra Batista en Regla fue organizada en marzo de 1958 por el joven reglano Juan Alborná Salado, a los 21 años, jefe de las milicias del Movimiento 26 de julio en ese momento, cuando la policía local asesinó al joven de la localidad Gilberto Monzón. Alborná fue secundado por los jóvenes Leonardo López, Filiberto Torres, Luis Lorenzo González, Marcos González, Manuel López Guenaga, Elio Serrano, Germán Roche, Pedro Valdés, José Luis Cabrera, y otros. Todos pertenecían al Movimiento 26 de Julio. Alborná, al frente de sus compañeros y con una bandera cubana, y otra del 26 en el carro fúnebre, condujo el entierro por la Calle Martí. Miles de personas se lanzaron a la calle, y un gentío acompañó el funeral hasta el cementerio donde se organizó un pequeño acto en el que hablaron Luis Lorenzo González, un simpatizante y resumió el propio Juan Alborná Salado. La policía motorizada tomó Regla y rodeó el cementerio. A continuación abrió fuego. Después hicieron detenciones pero muchos lograron escapar, entre ellos, el propio Alborná con una mano herida que le curó su novia Noemí Vidal. Fue prácticamente un levantamiento popular.
La pujanza del M-26-7 dio lugar a que Regla fuera reconocida como “La Sierra Chiquita”, así bautizada por el Comandante en Jefe del Ejército Rebelde Fidel Castro Ruz.
Otros ejemplos de jóvenes que cayeron en la lucha clandestina fueron: Eduardo Palmero y Bernardino García (Motica), ambos de Casablanca.
En los últimos años, Regla ha sido objeto del vandálico acto del secuestro de lanchas con destino a los Estados Unidos, desde el verano de 1995 cuando alcanzó su punto álgido, y esporádicamente hasta el intento de secuestro en el cual se tomaron de rehenes varios ciudadanos cubanos y dos turistas francesas y por el cual fueron fusilados los tres secuestradores.

## Economía
Regla es el segundo municipio con mayor peso económico en la provincia Ciudad de La Habana y en él están comprometidos más del 50% de las actividades del puerto capitalino, así como la totalidad de las inversiones que en materia de desarrollo se ejecutan en esa rada habanera. 
Dentro de sus producciones fundamentales se encuentran: la refinación de petróleo, gas licuado, producciones de aluminio, captura bruta de pescado congelado y harina de trigo, así como cuenta con astilleros e industrias de construcción. Los principales objetivos económicos del municipio son: La Flota Cubana de Pesca, la Flota del Golfo, la Terminal Pesquera, la Brigada Pesada de Construcción y los Diques. 

## Salud
El municipio no tiene ningún hospital, pero cuenta con 84 médicos de la familia, 30 estomatólogos y 170 enfermeras. Posee el policlínico “Lidia y Clodomira” y una clínica estomatológica, ambas instituciones tienen filiares en Casablanca. También tiene un centro comunitario de salud mental que incluye un hospital de día. 

## Educación
El sistema educacional cuenta con 28 instituciones escolares de la educación general politécnica y laboral: seis círculos infantiles, cuatro jardines de la infancia, diez escuelas primarias, cuatro secundarias básicas, un politécnico, tres escuelas especiales de retardo y conducta, una EOC-SOC-FOC y una escuela de idiomas. 

## Cultura
Regla cuenta con tres monumentos nacionales: El Santuario de Regla, el Palacio Municipal y la Colina Lenin. El Liceo Artístico y Literario fundado en 1878 está considerado como Monumento Local. 
El Museo Municipal llamado “Eduardo Gómez Luaces”, inaugurado en 29 de diciembre de 1982, conserva en sus archivos numerosas e importantes fuentes documentales de la historia de Regla y del Puerto Habanero, también se debe destacar el gran valor de su colección de Actas Capitulares y publicaciones locales. 
Un símbolo característico de la cultura popular reglana lo encontramos en la comparsa “Los Guaracheros de Regla” que ha obtenido premios no solo en el ámbito nacional sino también en el internacional y cuya presencia ya es habitual en los carnavales mexicanos de Veracruz.

## Hermanamientos
- Azcapotzalco, México (2000).[3][4]
- Yautepec, México (2001).[3][4]
- Axochiapan (2001).[3][4]
- Boca del Río (2002).[3][4]
- Tecuala (2002).[3][4]
- España Caspe.
- España Chipiona.